# Коалиция в защиту Москвы
«Общественная коалиция в защиту Москвы» — общественное движение, созданное представителями московских общественных организаций и групп граждан для противодействия планам мэрии города по полному уничтожению исторической части столицы, которое станет неизбежным в случае реализации предлагаемого городскими властями градостроительного плана.

## Общие сведения
Коалиция возникла на волне борьбы против планов мэрии построить транспортную развязку и многоэтажный торговый центр на Пушкинской площади, отсюда первоначальное название: «Общественная коалиция в защиту Москвы — Пушкинская площадь». Манифест «Защитников Москвы», оформивший коалицию, был подписан 5 декабря 2009 года. За годы существования, Общественная Коалиция выступила против сноса исторических зданий в Кадашах, Доходного дома в Большом Козихинском переулке, усадьбы Волконских на Тверском бульваре, исторического здания в Малом Козихинском переулке, особняка Соколова в Электрическом переулке, Дома Прошкиных на 1-й Тверской-Ямской улице, а также против застройки Пушкинской и Боровицкой площадей. В июле 2013 года выступили с требованием отставки главы Департамента культурного наследия Александра Кибовского, обвинив последнего в неспособности защитить от сноса исторические памятники и крышевании двух публичных домов, расположенных в домах-памятниках

### Цели движения
Участники Общественной коалиции в защиту Москвы осуществляют регулярный мониторинг исторического центра с целью не допустить его незаконную застройку. Представители общественности стараются блокировать любое незаконное строительство. На сайте движения публикуется информация о «горячих точках» Москвы.

### Публичные акции
20 сентября 2010 года активисты Коалиции, «Архнадзора» и «Справедливой России» провели акцию с требованием остановить стройку у Дома Пашкова у стен Кремля.
14 октября 2010 года градозащитники провели акцию по освобождению Пушкинской площади от бетонных блоков.
11 декабря 2010 года «Коалиция в защиту Москвы» провела митинг против стройки в Малом Козихинском переулке.
3 апреля 2011 года защитники старой Москвы провели митинг «против строительной мафии».
25 мая 2011 года градозащитники провели акцию у Министерства культуры за сохранение археологических памятников на Охтинском мысу.
30 июля 2011 года Коалиция провела «Концерт на руинах» в защиту исторического города. Мероприятие прошло на остатках дома № 25 по Большому Козихинскому переулку.
27 мая 2013 года активисты остановили работы по сносу дома Прошиных на 1-й Тверской-Ямской улице.
11 сентября 2013 года активисты «Коалиции в защиту Москвы» пытались остановить снос исторического здания на Абельмановской улице. При сопротивлении строительным работам пострадали градозащитники и журналисты, среди которых был Андрей Новичков.
20 октября 2013 года градозащитные организации провели народный сход в защиту Елены Ткач.

## Координаторы
- Елена Ткач
- Роман Ткач
- Андрей Новичков
- Михаил Коробко